# Edward Jones Dome
Dome at America's Center (tidligere Edward Jones Dome) er et overdækket stadion i St. Louis i Missouri, USA, der er hjemmebane for NFL-klubben St. Louis Rams. Stadionet har plads til 66.000 tilskuere. Det blev indviet 12. november 1995, hvor det blev Rams' første permanente hjemmebane i St. Louis efter at holdet flyttede til fra Los Angeles. 